# Pterogenomyia paradoxa
Pterogenomyia paradoxa är en tvåvingeart som beskrevs av Friedrich Georg Hendel 1914. Pterogenomyia paradoxa ingår i släktet Pterogenomyia och familjen bredmunsflugor. Inga underarter finns listade i Catalogue of Life.